# Jean Charles Louis Marrot
Jean Charles Louis Marrot est un ingénieur du Corps des mines, né à Chassors le 1er juillet 1800, et mort à Périgueux le 6 juin 1876.

## Biographie
Il est reçu à l'École polytechnique en 1817 (X17), puis à l'École des mines le 15 novembre 1819, nommé élève de 1re classe le 25 février 1822, mis hors de concours le 30 mai 1823, nommé ingénieur des mines le 1er janvier 1824. Il est de la même promotion à l'École des Mines que Léonce Élie de Beaumont.
Il est chargé en 1832 du sous-arrondissement des Mines de Périgueux. Il a travaillé sur la carte géologique du département de la Dordogne.
En 1835, à l'initiative du préfet de La Dordogne, Auguste Romieu, du maire de Périgueux, Combret de Marcillac, et d'un ingénieur civil des mines, ancien directeur des mines de Saint-Lazare, Cyprien-Prosper Brard, est installée un laboratoire départemental de chimie pour aider au développement industriel du département. En juin 1836, le laboratoire de chimie est en place sous la direction de l'ingénieur Jean Charles Louis Marrot.
Il est nommé ingénieur en chef des Mines de l'arrondissement de Nantes en résidence à Angoulême en 1849. Il insiste sur la nécessité de terminer la carte géologique de la Dordogne pour justifier son séjour à Périgueux le plus longtemps possible (la carte a été terminée 6 ans après sa mort, en 1882. Le 2 avril 1851, il est nommé ingénieur en chef des Mines à Périgueux. Il est nommé inspecteur général de 2e classe en avril 1852.
Il prend sa retraite en 1859 comme inspecteur général des Mines et s'établit à Périgueux. De santé fragile, il est resté célibataire.
Membre du conseil municipal de Périgueux, il remplace comme maire le Dr Louis Amédée Guilbert quand ce dernier est nommé préfet de la Dordogne, le 4 septembre 1870. Il est maire de Périgueux du 9 septembre au 20 septembre 1870, quand le club des travailleurs l'oblige à démissionner.

## Publications
- Tableau des communes du département de la Dordogne, pour servir de légende à la carte géologique du département, Périgueux, Librairie Dupont, 1870.

## Distinction
- Chevalier de la Légion d'honneur le 29 avril 1836[4].